# 比利时社会党
比利时社会党（法語：Parti Socialiste belge，缩写为PSB，缩写为BSP）是1945年—1978年比利时存在的一个社會民主主義政党，由原比利时工党（1885年-1940年）成员创立。其执政期间推行了多项进步性社会改革。随着比利时语言和族群矛盾加剧，1978年，该党分裂为代表弗拉芒社群的荷兰语社会党（2001年更名为“不同社会党”，2021年更名为“前进”）和代表法语社群的法语社会党。